# Crònica de Nóvgorod
La Primera Crònica de Nóvgorod (rus: Новгородская первая летопись) o Crònica de Nóvgorod, 1016-1471 és la crònica més antiga existent de la República de Nóvgorod. Reflecteix una tradició diferent de la Crònica Primària. Com va demostrar Aleksei Xàkhmatov, les últimes edicions d'aquesta crònica reflecteixen el Còdex Primari de Kíev (o crònica prenestoriana) (Начальный Киевский свод), que no s'ha conservat, de les darreries del segle xi, que contenia dades valuoses suprimides en l'elaboració posterior de la Crònica Primària.
La còpia més antiga existent és la crida del Sínode, datada en la segona meitat del segle xiii, impresa per primera vegada el 1841 i preservada al Museu Estatal d'Història. És el manuscrit més antic d'una crònica eslava de l'est, precedint a la còpia de la Crònica Primària i al Còdex Laurentià en gairebé un segle. Al segle xiv, aquesta còpia va ser continuada pels monjos del Monestir de Sant Jordi de Nóvgorod.
Altres còpies importants de la Crònica de Nóvgorod inclouen l'Acadèmica (1444), la de la Comissió (mitjan segle xv), la de la Trinitat (1563) i la de Tolstoi (dècada de 1720).

## Edicions en línia
- The Chronicle of Novgorod 1016-1471. Intr. C. Raymond Beazley, A. A. Xàkhmatov (London, 1914)
- Pdf scans of the text, in modern spelling Arxivat 2016-11-23 a Wayback Machine.
- Foreword and text (2000 edition)
- Foreword and text (1950 edition)